# Adelonetria
Adelonetria là một chi nhện trong họ Linyphiidae.

## Các loài
Chi này gồm các loài:
- Adelonetria dubiosa Millidge, 1991